# Cástico
Cástico (em latim: Casticus) foi um nobre dos sequanos da Gália oriental. Seu pai, Catamantáledes, havia sido anteriormente o governante da tribo e foi reconhecido como um "amigo" pelo Senado Romano.

## Posição social
De acordo com Júlio César, Cástico era um sequano cujo pai Catamantáledes havia sido rei por muitos anos. Acredita-se que ele foi escolhido por Orgetórix para se juntar à sua conspiração porque era um dos "dois chefes mais proeminentes ao seu alcance".

## Conspiração
Em 60 a.C., entrou em uma conspiração com Orgetórix dos Helvécios e Dumnórix dos Éduos. Cada indivíduo fez uma promessa e jurou um ao outro na esperança de que, quando se apoderassem da soberania, seriam as três nações mais poderosas e valentes. Este plano, entretanto, desmoronou quando a conspiração foi divulgada aos Helvécios por um informante. Alguns historiadores têm encontrado ligações entre a Conspiração de Orgetórix, o Helvécio, Dumnórix, o Éduo e Cástico como uma alusão ao Primeiro Triunvirato. William Henry Altman expande as visões de Yves Gerhard sobre isso apresentando seis paralelos entre o que ele chama de "O Triunvirato Gálico" e o Primeiro Triunvirato.

### Paralelos entre "O Triunvirato Gálico" e o Primeiro Triunvirato
1. Caráter secreto de aliança
2. Simultaneidade cronológica de duas tríades
3. Objetivo comum de duas conspirações
4. Uso do casamento para fins políticos
5. Apelo comum para as pessoas contra a aristocracia
6. Derrota eventual das coalizões

## Morte
A causa da morte de Cástico não está detalhada nos relatos de César. No entanto, de acordo com Rene Van Royen, pode-se inferir que Cástico foi condenado à morte rapidamente após a descoberta da conspiração pelos helvécios ou que enfrentou um destino semelhante ao que Orgetórix enfrentou (queimando) quando foi levado para a frente para julgamento pelos Helvécios.Como o relato de sua morte está desaparecido, não se sabe exatamente que destino esperava Cástico. Tudo o que se sabe até agora é inferido do que se sabe do povo e da época.

## Literatura e drama
Apesar de não se saber muito sobre a Conspiração de Orgetórix, houve dois dramas escritos que detalham o relato do que se acredita ter acontecido. Em cada um desses relatos, Cástico aparece e desempenha um papel muito breve no drama.